# Kirti I
Kirti fou rei de Ruhunu el 1049. Era un noble influent molt proper a Vikramabahu, a la mort del qual el va succeir al front del govern.
La seva autoritat no fou reconeguda per un altre cap noble anomenat Mahalana Kirti, que es va revoltar i va matar a Kirti en combat al setè dia del seu regnat. Mahalana Kirti es va fer proclamar i coronar rei.